# Гренье, Зак
Зак Гренье (англ. Zach Grenier; род. 12 февраля 1954 года, Энглвуд, штат Нью-Джерси, США) — американский актёр, сыграл 100 ролей в кино и на телевидении. Наиболее известен по роли Дэвида Ли в сериалах «Хорошая жена» и «Хорошая борьба». Номинант на бродвейскую премию Тони.

## Биография
Гренье родился в Энглвуде, штат Нью-Джерси. Его мать польского происхождения, встретилась с его отцом, когда тот работал в качестве звукоинженера на WBNX в Бронксе. Все своё детство провел в бесконечных переездах. До того, как он окончил школу, семья переезжала с места на место 18 раз. Со своей женой Линн и пятью кошками прочно осел в Нью-Йорке, где уже живёт на протяжении 16 лет.
Актёрская игра заинтересовала его ещё в школе, где он участвовал в постановке шекспировских пьес, а затем стал играть на сцене. Свою карьеру в кино Зак Гренье начал в возрасте 33 лет, снявшись в фильме «Братишка». В 1999 году номинировался на премию Джозефа Джефферсона за роль второго плана в пьесе.
Снимался в таких фильмах, как «Бойцовский клуб», где он сыграл Ричарда Кеслера, босса рассказчика, «Шафт», «Донни Браско», «Фантастическая четвёрка: Вторжение Серебряного сёрфера», «Спасительный рассвет», «Робокоп», «Романтика Манхеттена».
Играл роль адвоката Дэвида Ли, начиная с первого сезона сериала «Хорошая жена», в пятом сезоне был повышен до основного актерского состава сериала. Также появился в спин-оффе сериала, вернувшись к роли Дэвида Ли в первом сезоне сериала «Хорошая борьба». В четвертом сезоне сериала «Хорошая борьба» стал играть роль на постоянной основе.

## Личная жизнь
В свободное время Зак Гренье возглавляет центр по работе с бездомными людьми.

## Избранная фильмография
- «Трудный ребенок 2» (1991)
- «Скалолаз» (1993)
- «Максимальный риск» (1996)
- «Бойцовский клуб» (1999)
- «Навязчивый сон» (2000)
- «Шафт» (2000)
- «Пароль "Рыба-меч"» (2001)
- «Пульс» (2006)
- «Спасительный рассвет» (2006)
- «Зодиак» (2007)
- «Робокоп» (2014)
- «Разрабы» (2020)